# Тхапа, Матхабар Сингх
Матхабар Сингх Тхапа (непальск. माथवरसिंह थापा; 1798, Борланг, Непал — 17 мая 1845, Катманду, Непал) — непальский государственный деятель, премьер-министр Непала в 1843—1845 годах.

## Биография
Матхабар Сингх Тхапа родился в Борланге, Непал. Матхабар был сыном Наина Сингха Тхапы, погибшего в войне против Королевства Кумаон, племянником Бримсена Тхапы, а также дядей по материнской линии Джанга Бахадура Раны.

## Политическая карьера
В ноябре 1843 года Матхабар Сингх стал премьер-министром, а также главнокомандующим непальской армией при королеве Раджье Лакшми, у которой были амбиции сделать своего собственного сына, принца Ранендру королём Непала, с помощь Матхабара. Хоть он и был объявлен премьер-министром в ноябре 1843 года, письмо о его назначении было издано только в сентябре 1844 года.
Был убит (застрелен во сне) Джангом Бахадуром Раной.